# Liedermacher

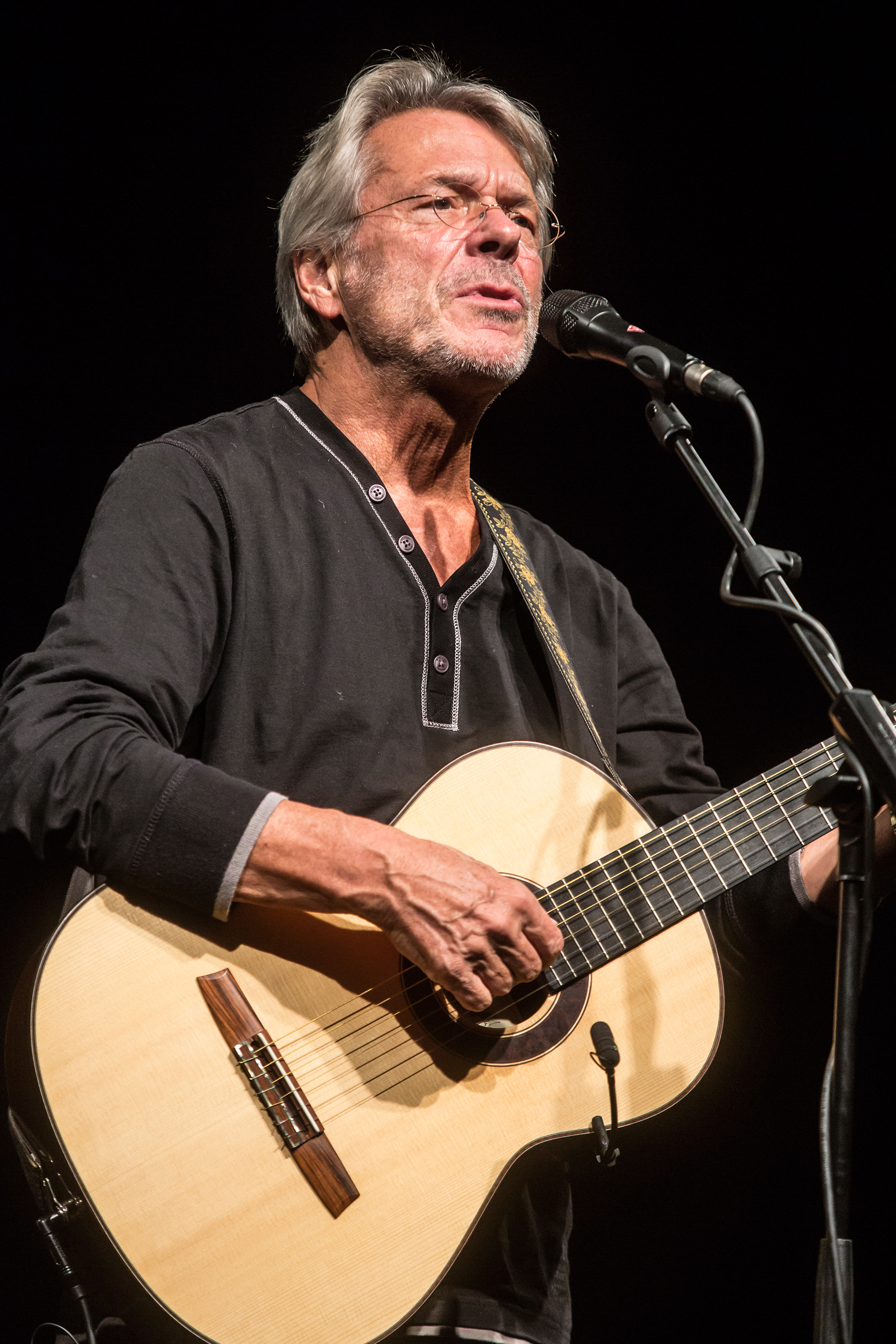
Typisches Beispiel für einen Liedermacher: Reinhard Mey, 2014

Als Liedermacher wird ein Sänger im deutschsprachigen Raum bezeichnet, der Musik und Texte seines Programms überwiegend selbst geschrieben oder originär bearbeitet hat. Er begleitet sich musikalisch selbst, tritt aber manchmal auch mit einer Begleitband auf.

## Zum Begriff
Der Begriff Liedermacher tauchte vereinzelt bereits lange vor dem 20. Jahrhundert auf, so bezeichnete sich zum Beispiel die Dichterin Anna Louisa Karsch (1722–1791) in einem Brief selbst als „liedermacherin“. Die heutige Verwendung und Popularisierung des Begriffes entstand jedoch erst in der zweiten Hälfte des 20. Jahrhunderts und geht auf Wolf Biermann zurück. Er betont die sozialromantische Identifikation der Sänger mit dem arbeitenden Volk und setzte sich im Zuge der 68er-Bewegung durch. Bis dahin sprach man in der Bundesrepublik, etwa im Zusammenhang mit den Burg-Waldeck-Festivals, eher von Sänger-Poeten.

## Verhältnis zu Songwriting und Chansons
Der Singer-Songwriter (englisch) im Verständnis Bob Dylans ist vom Begriff des Liedermachers vor allem regional (nordamerikanischer Raum) und stilistisch abzugrenzen. Es gibt darüber hinaus neben dem deutschen Liedermacher den Chansonnier (französisch), den Cantautore (italienisch) bzw. Cantautor (spanisch) sowie den Bard (russisch). Die Inhalte haben in der Regel Bezug zur Erfahrungswelt des Liedermachers und sind persönlich oder auch politisch geprägt.

## Liedermaching
Seit den 1990er Jahren entwickelte sich im deutschsprachigen Raum das sogenannte „Liedermaching“, deren Vertreter sich textlich und musikalisch vom Liedermacher absetzen möchten. Als Mitbegründer gilt das Bonner Duo Joint Venture (1993–2000). Ein weiterer Vertreter sind die Monsters of Liedermaching (seit 2003).

## Rechtsextremistische Liedermacher
Waren ab den 1960er Jahren politische Liedermacher zunächst fast ausschließlich dem linken Spektrum zuzuordnen, so gibt es ungefähr seit den späten 1980er Jahren auch rechte bis rechtsextremistische Liedermacher. Nach Angaben von Blick nach Rechts listete das Bundesamt für Verfassungsschutz 2003 in einer internen Studie unter anderem die folgenden „rechtsextremistischen Liedermacher“ auf: Jörg Hähnel, Veit, Annett und Michael Müller sowie Frank Rennicke. Einige davon sind wegen Volksverhetzung vorbestraft und inhaftiert, manche ihrer Aufnahmen sind auf der Liste der jugendgefährdenden Medien. Einige haben der Szene mittlerweile aber auch den Rücken gekehrt.